# Брштаник (тврђава)
Брштаник (право име Свети Михаило) је био средњовјековни град у околини Опузена. Подигао га је 1383. године, Босански краљ Стефан Твртко I, на месту старијег, римског, утврђења. 
Право име града је било Свети Михаило, али је познатији под називом Брштаник. У околини је постојало бродоградилиште за мање бродове које је исто подигао краљ Стефан Твртко I, док су већи бродови углавном куповани у Венецији. Поред тога, Брштаник је био и трговачко средиште са складиштима соли, а у изворима се не помиње после 1395. године.
Млетачка република је 1686. године обновила тврђаву и у њој се до 1878. године налазила војна посада. Од 1886. године се користила као болница за оболеле од колере, после рата је напуштена и развучена а 1937. године је страдала у пожару и од тада се налази у рушевинама.